# Hemiarthrus synalphei
Hemiarthrus synalphei är en kräftdjursart som först beskrevs av Arthur Sperry Pearse 1950.  Hemiarthrus synalphei ingår i släktet Hemiarthrus och familjen Bopyridae. Inga underarter finns listade i Catalogue of Life.